# تی اس مدیسون
تی اس مدیسون (به انگلیسی: Ts Madison) مدیسون هینتون (زاده ۲۲ اکتبر ۱۹۷۷) سرگرمی ساز آمریکایی است.
او یک زن ترنس است.